# Jasmin Fejzić
Jasmin Fejzić (ur. 15 maja 1986 w Živinicach) – bośniacki piłkarz występujący na pozycji bramkarza w niemieckim klubie Eintracht Brunszwik. Znalazł się w kadrze Bośni i Hercegowiny na Mistrzostwa Świata 2014.